# Annette Barlo
Annette Barlo (Bunnik, 8 november 1974) is een Nederlands actrice en presentatrice.
Op 14-jarige leeftijd was zij al te zien in het KRO-programma Platzak. Later speelde zij tien jaar lang de rol van Anna in de televisieserie Oppassen!!! van de VARA. In 2010 had ze een gastrol in Goede tijden, slechte tijden als fysiotherapeute Lies de Weerdt. Van 2010 tot 2013 speelde Barlo een vaste rol in de dagelijkse KRO-jeugdserie VRijland. Ook was ze tot september 2012 presentatrice bij RTV Utrecht, waar ze enkele dagen per week U Vandaag presenteerde.
Barlo is getrouwd met  tv-producent Frank Timmer. Samen hebben ze twee zonen.

## Filmografie
- Platzak (KRO)
- Oppassen!!! (VARA) - Anna van Vliet-Bol
- Costa! - Jamie
- Rabo Top 40 (RTL 5)
- 12 steden, 13 ongelukken - Simone (afl. Breda/De elfde van de elfde, 1990) (VARA)
- Wereldwensen (NCRV)
- Jos op 1 (NCRV)
- Worldwide (Fox 8)
- De Jimmy Hopper Show (BNN)
- Splits (Fox 8)
- Betrapt!
- Hij en Julia (Net5) - Julia
- Sponsor Bingo Break
- V&D-TV (SBS6)
- I Feel Good (SBS6)
- Lava (Regio TV Utrecht)
- U Vandaag (Regio TV Utrecht)
- Goede tijden, slechte tijden (RTL 4) - Lies de Weerdt (gastrol, 2009)
- VRijland - Karin Jaspers (vaste rol, 2010-2013)
- Verborgen Gebreken - Margriet van Buuren (afl. Improvisatie, 2011)
- De Spa - Tess Molenaar (2017-2018)
- Flikken Maastricht - Mevrouw Peters (2020)
- Sinterklaasjournaal - Mevrouw Zoetekauw (2021)
- The Passion 2023 - Discipel (2023)